# Сеад Колашинац
Сеад Колашинац (Карлсруе, 20. јун 1993) јесте босанскохерцеговачки фудбалер који игра на позицији левог бека у италијанском клубу Аталанти. Такође игра за репрезентацију Босне и Херцеговине.

## Каријера
Своју јуниорску каријеру започео је у клубу Карлсруе. Тамо је играо од 2001. до 2009. Тада је прешао у Хофенхајм где је био до 2010. Исте године је играо за Штутгарт, а затим је 2011. прешао у Шалке 04. За Фудбалску репрезентацију Босне и Херцеговине игра од 2013.
На утакмици Светског првенства 2014. против Аргентине постигао је аутогол у трећем минуту. Босна и Херцеговина је на крају изгубила са 2 : 1.

## Приватни живот
Породица Колашинац је пореклом из Плава у Црној Гори. Његов отац Фаик је рођен у Никшићу, али се као десетогодишњак са родитељима преселио у Чапљину у Херцеговини. Тамо је упознао своју будућу жену, Сеадову мајку. У Чапљини се налази њихова породична кућа.

## Успеси

### Арсенал
- ФА куп (1): 2019/20.
- Комјунити шилд (2): 2017, 2020.
- Лига куп Енглеске: друго место 2017/18.[6]
- УЕФА Лига Европе: друго место 2018/19.[7]

### Аталанта
- УЕФА Лига Европе (1): 2023/24.

### Појединачне награде
- Члан идеалне екипе Бундеслиге: 2016/17.
- Члан идеалне екипе Лиге Европе: 2018/19.[8]